# Lough Sheelin
Il Lough Sheelin (in gaelico irlandese Loch Síodh Linn, che significa "lake del pozzo delle fate") è un lough d'acqua fresca, composto, a livello minerale, di arenaria. Si trova a cavallo di tre contee della Repubblica d'Irlanda: quelle di Meath e di Westmeath nel Leinster e quella di Cavan nell'Ulster.
Il lago è naturalmente popolato dalla trota bruna, che è notevolmente diminuita, a livello di fauna autoctona, negli ultimi anni. Tuttavia molti esemplari sono stati introdotti dall'esterno, facendo la felicità dei pescatori. Si stima che nel lago ci siano circa 100000 esemplari di trota.